# Тубич, Неманья
Не́манья Ту́бич (серб. Немања Тубић; 8 апреля 1984, Белград, СФРЮ) — сербский футболист, защитник.

## Карьера
Воспитанник сербского клуба «Партизан» (Белград). Позже выступал в аренде за другой сербский клуб «Раднички». В 2008 году находился в аренде в бельгийском «Генке», провёл 6 матчей.
Зимой 2009 года перешёл в «Карпаты» (Львов), получил 55 номер. Официальный дебют состоялся 1 марта 2009 года в матче «Карпаты» — «Черноморец» (3:0). В начале 2011 года подписал контракт сроком на 3,5 года с новичком Премьер-лиги России «Краснодаром». В составе команды выступал по 55 номером. В чемпионате России провёл 60 матчей и забил 1 гол. В мае 2014 года стало известно, что контракт Тубича с клубом продлён не будет.
14 августа 2014 года перешёл в стан чемпиона Белоруссии — борисовского БАТЭ, получил 55 номер. 2 января 2015 года по истечении контракта покинул клуб.

## Достижения
БАТЭ
- Чемпион Белоруссии (1): 2014